# Modrejce
Modrejce este o localitate din comuna Tolmin, Slovenia, cu o populație de 117 locuitori.